# Lo Gaiter del Llobregat. Poesies
Lo Gaiter del Llobregat. Poesies és el llibre en què, el 1841, Joaquim Rubió i Ors recollí principalment els poemes de temàtica variada que, des del 16 de febrer de 1839, havia anat publicant al Diario de Barcelona.

## Obra
Joaquim Rubió i Ors publicà al 16 de febrer de 1839 un poema titulat Lo Gaiter del Llobregat i fins al novembre de 1840 n'aparegueren un total de 40 publicats amb aquest mateix pseudònim. L'any 1841 va ser el moment en què es va posar a ballar amb el llibre on es recollia el seguit de poemes que havia escrit, amb un pròleg , considerat com el manifest de la Renaixença on defensava la llengua i cultures catalanes.
Lo Gaiter del Llobregat consta de tres edicions; l'edició de 1841 amb un total de vint-i-set poemes, la de 1858 amb cinquanta-nou poemes i amb retocs de l'edició anterior i la de 1888, edició poliglota i amb més poemes i retocs i en tres volums, amb la producció ordenada cronològicament –I (1839-1841), II (1841-1858), III (1858-1889)–, completada amb un quart volum pòstum (1902).
Amb la visible ambició d'establir un diàleg entre una realitat romàntica i les primeres evocacions a la tradició cultural catalana (Mos cantars, setena poesia que publicà al Diario de Barcelona i encarregada d'obrir el recull que addueix dos versos de La pàtria d'Aribau com a lema), Rubió hi assumia la versió historicista del romanticisme. Encapçalava el recull un incisiu i convincent pròleg que s'ha qualificat de primer manifest de la Renaixença, en què proposava l'apreciació del català com a llengua veritable dels catalans, acotava un precís lloc social per a la literatura catalana, la identificava amb valors positius (joventut, novetat), li precisava un mòbil cívic i uns procediments (l'historicisme) i establia un programa d'actuació i d'institucionalització: el restabliment dels Jocs Florals i l'acadèmia del gai saber). Paral·lelament, al pròleg hi figuraven remembrances històriques del passat medieval català trobadoresc acompanyat d'una crítica generalitzada per l'oblit dels antics trobadors, fent una crida a la necessitat de dignificar i recuperar el passat d'aquests. En aquest pròleg Joaquim Rubió i Ors afirmà: «Catalunya pot aspirar encara a la independència, no a la política, puix pesa molt poc en comparació de les demés nacions, les quals poden posar en lo plat de la balança a més de sa història, exèrcits de molts mils homes i esquadres de cent navios; però sí a la literària»
La segona poesia del recull és Barcelona (la tretzena en les publicacions del Diario de Barcelona). Aquesta és un cant, una oda a la cuitat, que l'autor l'anomena «Comtessa sense corona i princesa esclava», treballadora, activa i moderna que emocionà els lectors d'aquest diari.

## Influència
La publicació d'aquest recull de poemes va ser un dels principals catalitzadors i precursors del moviment renaixentista català, juntament amb l'obra La Pàtria, de Bonaventura Carles Aribau. Aquest moviment va néixer amb la motivació d'emancipació i independència literària catalana entre les literatures europees i d'exaltació d'un sentiment de redescobriment del passat medieval català.
En paraules de Verdaguer en el seu «Record necrològic...»:
Les cançons del Gaiter del Llobregat ressonaren ben prompte per tot Barcelona, i, de ribera en ribera i d'afrau en afrau, per tot Catalunya. Tothom les llegí i les trobà fresques, bonicoies i encoratjadores com un himne d'esperança, i per tots endrets se sentiren paraules d'estranyesa barrejades amb mots d'entusiasme i admiració.
«Ara veieu», deien tots, «i el català és bo per tot, tant serveix per fer plorar com per fer riure; és una llengua forta i baronil per cantar la pàtria, i ensems és blana, tendra i amorosa per aixecar himnes a Déu. Ara veieu, qui ens ho havia de dir!”»
D'aquest entusiasme en van sorgir diferents poemes arreu de la geografia catalana i és a partir de la dècada dels 50 quan la literatura catalana és consolida i és batejada com a Renaixença, es dignifica, es diversifica.